# Diogo Dias Melgás
Diogo Dias Melgás, o Melgaz (Cuba (Portugal), 1638 - Évora, 1700), fou un compositor portuguès de polifonia.
Diogo Dias Melgás nasqué a Cuba, a l'Alentejo, el 14 d'abril de 1638. L'any 1646 entrà al cor del Colégio do Claustro a Évora. S'ordenà a la Catedral d'Èvora, on hi estudià amb Manuel Rebelo, i ocupà el càrrec de mestre de capella durant 30 anys. Morí cec i pobre el 3 de febrer de 1700. És considerat com el darrer gran mestre de l'escola polifònica portuguesa, que tingué una gran importància durant els segles xvi i xvii.
Gran part de les obres de Melgás s'han perdut. La resta d'obres - misses, motets, graduals – es conserven als arxius de les catedrals d'Évora i Lisboa, i foren publicades en notació moderna per la Fundació Calouste Gulbenkian l'any 1978. (Opera Omnia, Portugaliae Musica XXXII).

## Enregistraments
- 1994, Music of the Portuguese Renaissance, Pro Cantione Antiqua, Hyperion CDA66715 
  - inclou 14 obres de Melgás
- 2004, A Golden Age of Portuguese Music, The Sixteen, CORO COR16020
  - inclou 3 obres de Melgás
- 2008, The Golden Age, The King's Singers, Signum Classics
  - inclou 2 obres Melgás